# Кірішіма (лінійний крейсер)
«Кірішіма» (яп. 霧島, きりしま)  — лінійний крейсер японського імператорського флоту, третій корабель типу «Конґо». Після двох великих модернізацій був перекласифікований у лінійний корабель. Брав участь в бойових діях Першої та Другої світових воєн. Затоплений американським лінкором «Вашингтон» 15 листопада 1942 року в ході морської битви за Гуадалканал.

## Історія створення

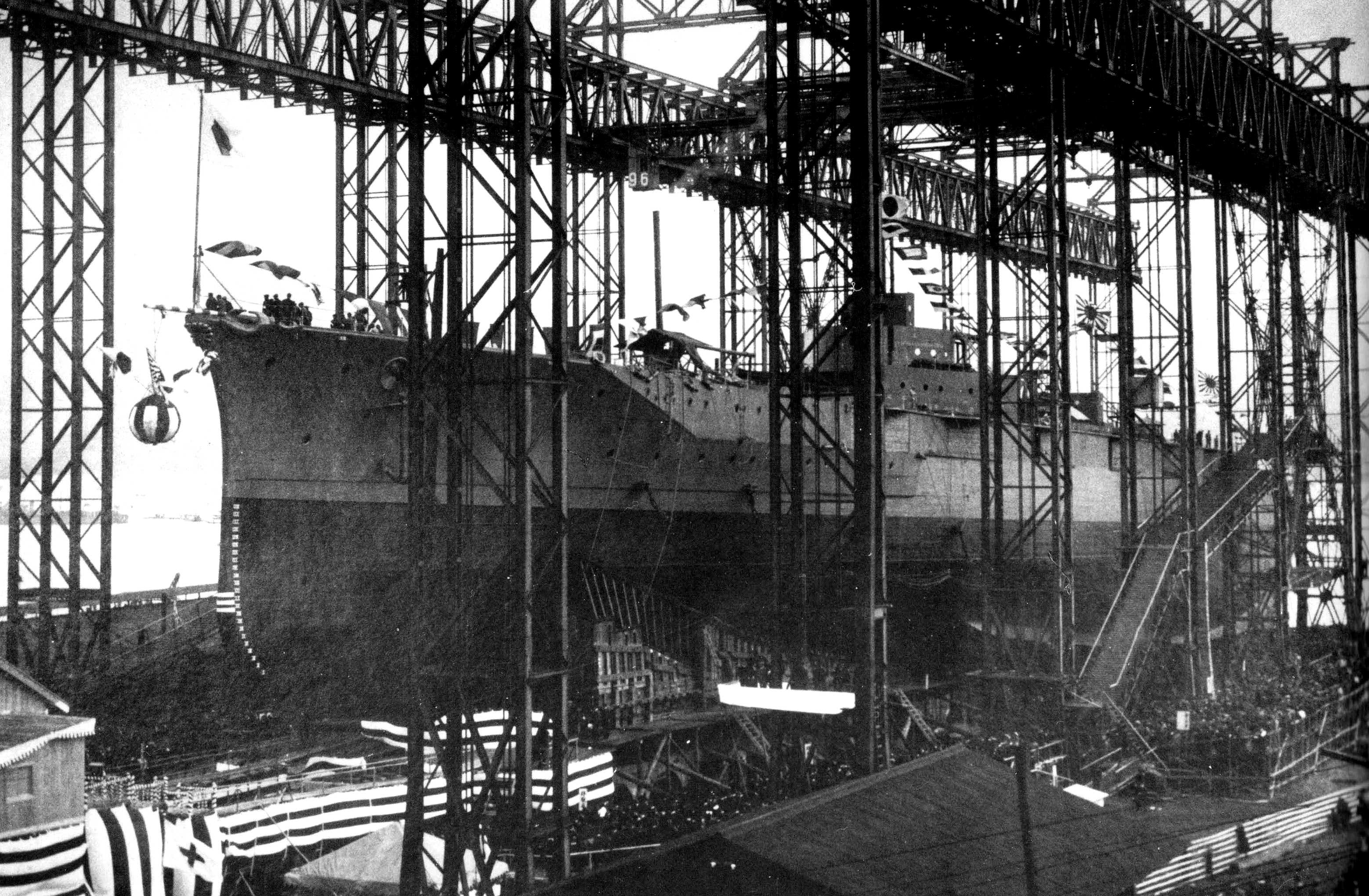
Лінійний крейсер "Кірішіма" перед спуском на воду

Історія створення кораблів типу «Конґо» бере початок ще з 1909 року, коли було підготовано проєкт 19000-т лінійного крейсера з 305-мм артилерією головного калібру. Хоча кошти уже були виділені, проєкт так і залишився нереалізованим, оскільки з Великої Британії надійшли відомості про початок будівництва лінійних крейсерів — «наддредноутів» типу «Лайон», озброєних 343-мм гарматами головного калібру. Не бажаючи опинитись позаду всіх, японські конструктори розпочали кардинальний перегляд проєкту свого корабля, одна відсутність достатьного досвіду змусила їх звернутись до англійців по технічну допомогу. Цьому сприяв укладений ще в 1902 році союзний договір між Японією та Великою Британією. Передові британські корабельні проявили неабияку зацікавленість у співпраці, оскільки було очевидним те, що будівництво настільки великого корабля в Японії поки є нездійсненним і замовлення на будівництво дістанеться розробнику проєкту. Японці віддали перевагу фірмі «Vickers Ltd.», з якою 17 жовтня 1910 року. і уклали контракт.
Проект був розроблений під керівництвом британського кораблебудівника Джорджа Терстона (Georges Thurston), який створив проект близький до новітнього британського лінійного крейсера «Тайґер» (Tiger). Незабаром після закладки головного «Конґо» між Японією та «Віккерсом» був укладений контракт, що передбачав передачу основних технологій.
Кіль третього корабля типу «Конґо», який згодом отримав назву «Кірішіма», було закладено на корабельні Mitsubishi Heavy Industries 17 березня 1912 року. Через нестачу корабелень «Кірішіма» разом з «Харуною», четвертим кораблем типу «Конґо», стали першими кораблями імператорського флоту Японії, збудованими на приватних корабельнях; крім цього, вони стали єдиними кораблями типу «Конґо», повністю збудованими із японських матеріалів (головний корабель типу був побудований у Великій Британії, а однотипний «Хіей» мав близько 30 % комплектуючих іноземного виробництва). 1 грудня 1913 року корабель був спущений на воду і 19 квітня 1915 року «Кірішіма» був введений в експлуатацію.

## Історія служби

### Початок служби

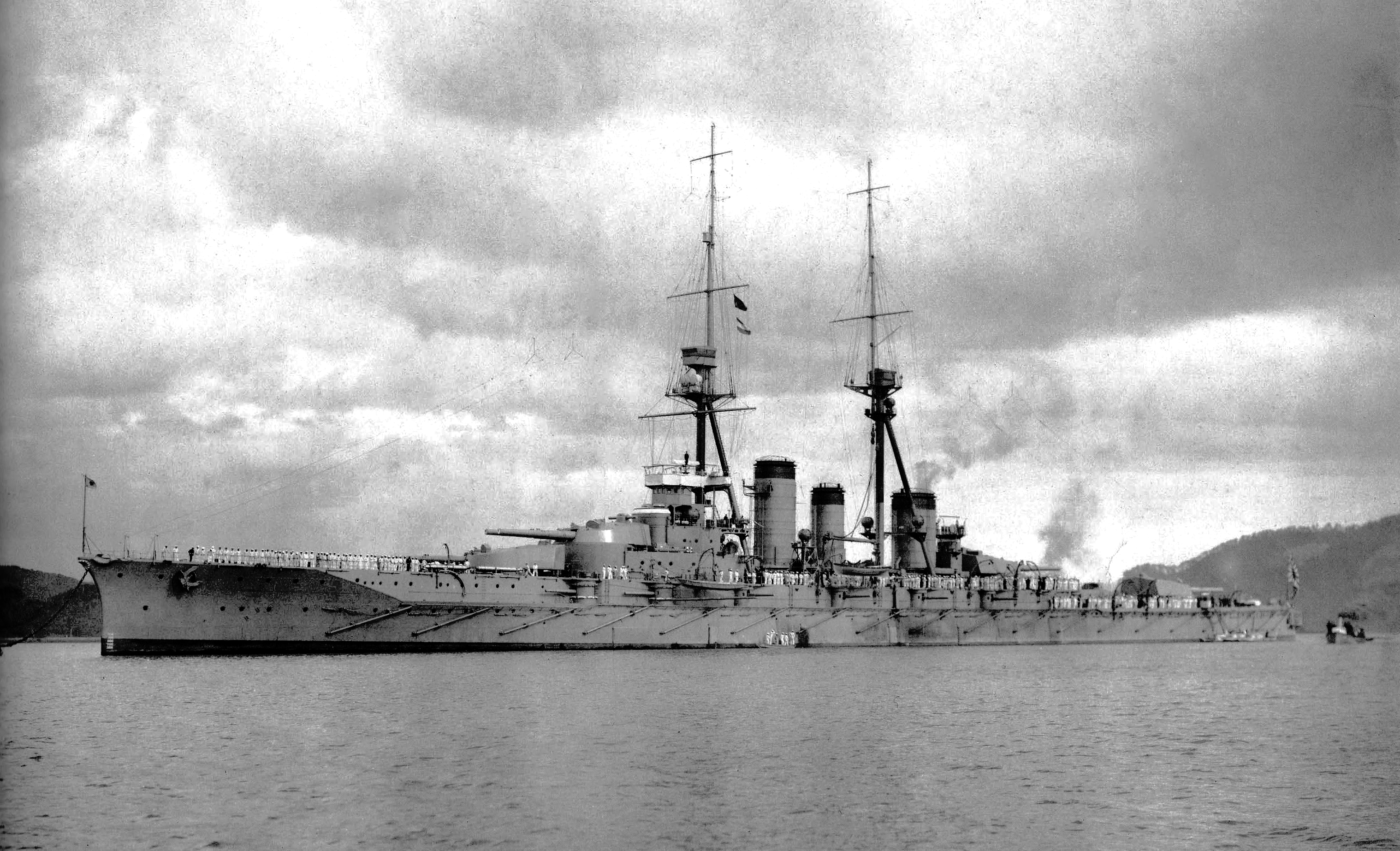
«Кірішіма» на рейді в Сасебо, грудень 1915 року

Після введення в експлуатацію, «Кірішіма» разом з однотипним «Харуною» був зарахований до Першої дивізії лінкорів Першого флоту. Після семи місяців випробувань, корабель під командуванням капітана Шіми Такеші було переведено у 3-ю дивізію лінкорів Другого флоту
У квітні 1916 року «Кірішіма» та «Харуна» покинули військово-морську базу Сасебо, щоб протягом десяти днів патрулювати Східно -Китайське море. Корабель залишалася в Сасебо до квітня 1917 року, допоки не об'єднався на узбережжі Китаю із однотипними «Харуною» та «Конґо» . Останньою операцією «Кірішіми» в Першій світовій війні було патрулювання біля китайського та корейського узбережжь у квітні 1918 року. У липні 1918 року «Кірішіма» виконував функції транспорту принца Артура Коннотського для його тривалого круїзу до Канади, а потім корабель повернувся до Японії.
Після закінчення Першої світової війни, відповідно до умов Версальського договору, Японська імперія отримала контроль над колишніми німецькими володіннями в центральній частині Тихого океану. Через тодішні теплі стосунки Японії з Британською імперією та Сполученими Штатами, «Кірішіма» та інші японські військові кораблі стали значно менш активними, ніж під час війни. 1 грудня 1920 року корабель перевели до третього дивізіону Другого флоту. Крім патрулювання разом з «Конґо'» та «Наґато» китайського узбережжя у серпні 1921 року, «Кірішіма» залишився у Сасебо.
10 вересня 1922 року лінійний крейсер зіткнувся з есмінцем «Фуджі» під час маневрів флоту, при цьому обидва кораблі зазнали незначних пошкоджень. Після Великого землетрусу в Канто у вересні 1923 року основні кораблі Імператорського флоту Японії допомагали в рятувальних роботах до кінця місяця. У 1923 році «Кірішіму» було переведено в резерв флоту.
Із завершенням Першої світової війни та підписанням Вашингтонського морського договору чисельність Імператорського флоту Японії була значно обмежена. Договір також забороняв Японії будувати будь-які нові лінійні кораблі до 1931 року, причому водотоннажність вже побудованих лінкорів не повинна була перевищувати 35 000 тонн. За умови, що кількість нових надбавок не перевищить 3000 тонн, було дозволено модернізувати існуючі лінійні кораблі установкою протиторпедних булів та збільшенням товщини палубної броні. До того моменту, коли Вашингтонський договір був повністю реалізований в Японії, в строю залишились лише три типи кораблів лінійного флоту — тип «Фусо», тип «Ісе» та лінійні крейсери типу Конґо

### 1927—1934: Лінкор

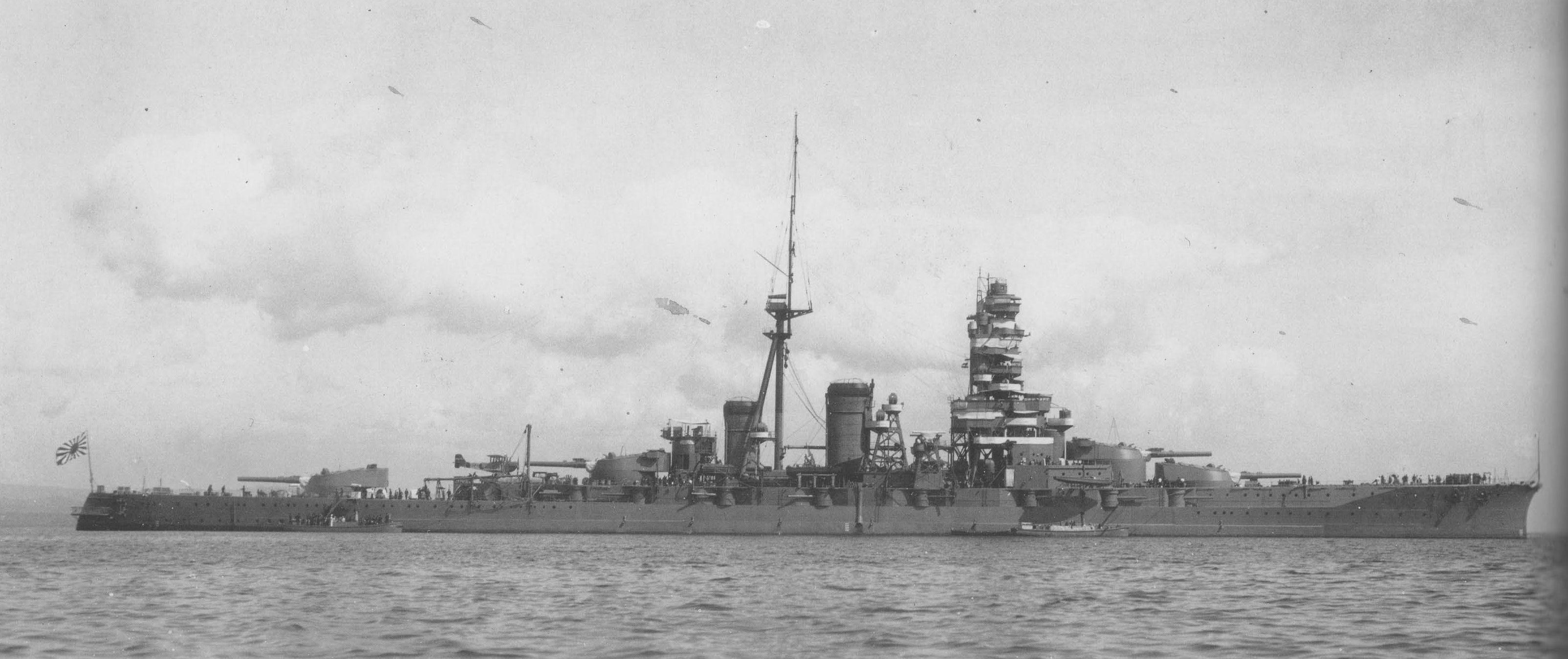
««Кірішіма»» після першої модернізації, 1932 рік

Позбавлений можливості будувати нові лінійні кораблі, Імператорський флот Японії натомість вирішив значно модернізувати та змінити конфігурацію своїх існуючих лінкорів та лінійних крейсерів. «Кірішіма» був поміщений у Третій резервний флот у грудні 1926 року, перш ніж було розпочато його першу реконструкцію на початку 1927 року. В її ході було посилено горизонтальне бронювання в районі погребів боєзапасу, встановлено протиторпедні булі, що було дозволено Вашингтонським договором. Для підвищення швидкості «Кірішіми» замість стариз 36 вугільних котлів було встановлено 10 нових котлів Kampon змішаного опалення Щоб мати змогу встановити на корабель більше обладнання, було реконструйовано носову надбудову та демонтовану одну із трьох димових труб. Реконструкція лінійних крейсерів типу Конґо додала кораблям ще 4000 тонн броні, що однак виходило за рамки обмежень Вашингтонського договору. 16 квітня 1930 р. реконструкцію «Кірішіми» було завершено. По завершенню реконструкції, внаслідок збільшення водотоннажності корабель було передено у клас лінкорів.
Через шість днів після завершення реконструкції «Кірішіми», Японія підписала Лондонський морський договір, яким було накладено додаткові обмедення на будівництво лінійних кораблів аж до 1937 року. Крім цього, Японія зобов'язувала розібрати деякі із лінкорів, що вже будувалися.
З серпня по жовтень 1930 року «Кірішіму» було оснащено обладнанням, необхідним для запуску розвідувальних гідролітаків. У квітні 1932 року «Кірішіма» патрулював узбережжя Китаю поблизу Шанхаю, перш ніж лінійний крейсер знову помістили у Третій резервний флот.
У вересні 1931 року Японія вторглася в Маньчжурію . 25 лютого 1933 р. на основі доповіді Комісії Літтона Ліга Націй визнала, що Японія порушила суверенітет Китаю під час вторгнення в Маньчжурію. Відмовившись прийняти рішення організації, Японія того ж дня вийшла з Ліги Націй. Одразу після цього Японія також вийшла з Вашингтонського та Лондонського морських договорів, таким чином знявши з себе всі обмеження щодо кількості та розміру кораблів свого флоту.

### 1934—1941: Швидкохідний лінкор
18 листопада 1934 року «Кірішіму» поставили у сухий док у військово-морському арсеналі Сасебо, для підготовки до другої реконструкції, яка дозволила б кораблю функціонувати поряд із все більшим авіаносним флотом Японії. Комову частину корпусу «Кірішіми» було подовжено на 7,9 м, а носову надбудову було перебудовано з урахуванням нових систем управління вогнем артилерії. Також було замінено парові котли на ще більш продуктивніші котли Kampon на рідкому паливі, старі парові турбіни було замінено на турбозубчасті агрегати. Крім цього, було підвищено кути вертикального наведення гармат артилерії головного калібру та допоміжної артилерії. Також корабель було обладнано трьома розвідувальними літаками Nakajima E8N та Kawanishi E7K.Старі 76-мм зенітні гармати були замінені на вісім спарених 127-мм універсальних гармати. Також корабель оснастили двадцятьма спареними 25-мм автоматичними зенітними гарматами, тоді як дві 152-мм гармати та торпедні апарати були демонтовані.

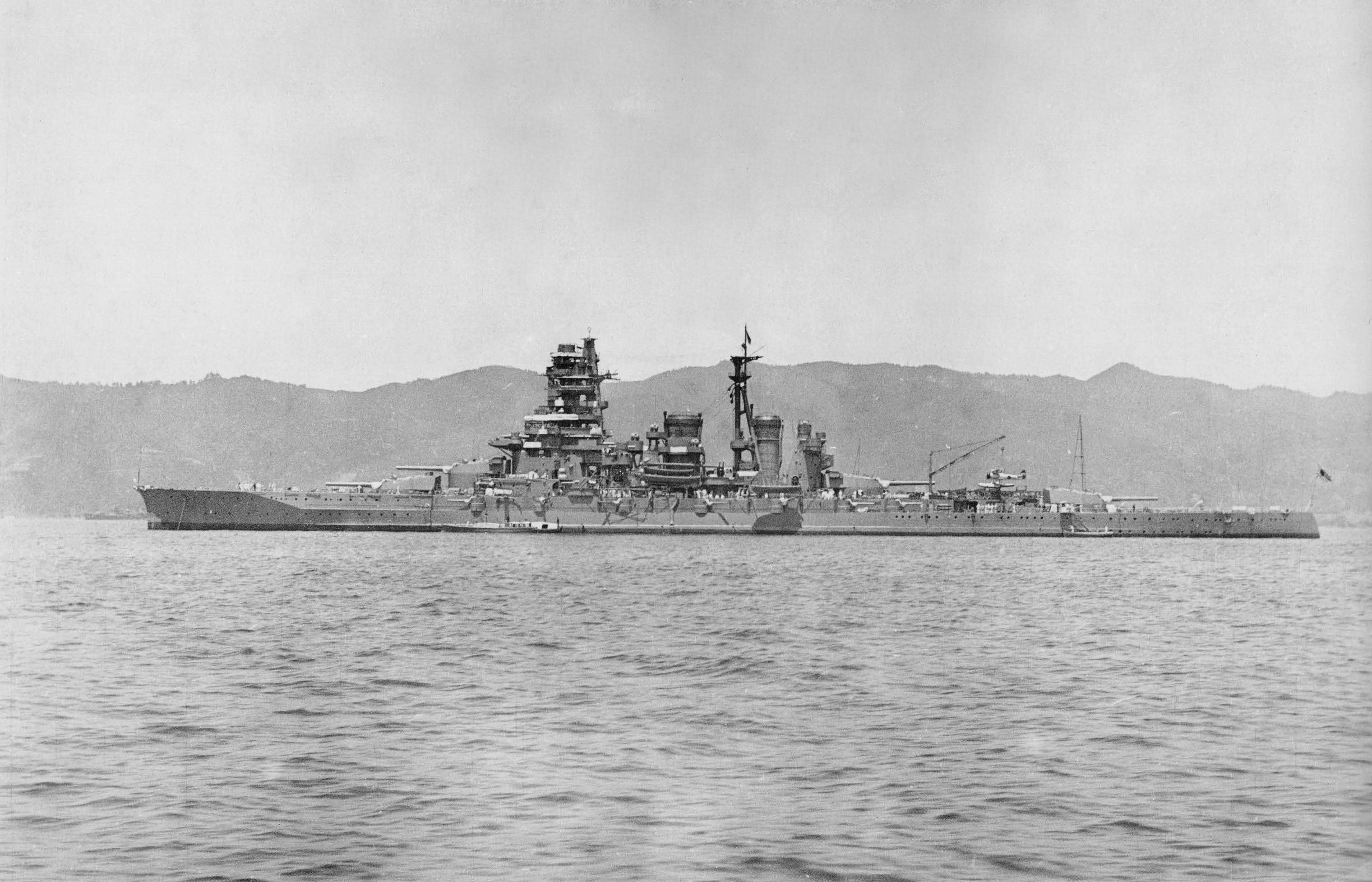
««Кірішіма»» у 1937 році

Бронювання «Кірішіми» також було модернізоване. Товщину головного бронепоясу було доведено до однакового значення у 203 мм (до модернізації товщина бронювання головного бронепоясу варіювалась від 152 до 203 мм). Також було зміцнено і бронювання барбетів башт головного калібру. Реконструкція завершилась 8 червня 1936 року. Здатний розвивати швидкість до 30,5 вузла (56,5 км/год; 35,1 миля/год), «Кірішіма» був перекласифікований у швидкохідний лінкор.
У серпні 1936 року «Кірішіма» вирушив із Сасебо разом з лінкором «Фусо» для патрулювання китайського узбережжя. З березня 1937 року по квітень 1939 року під час Другої китайсько-японської війни корабель часто використовували як допоміжне судно та військовий транспорт. У листопаді 1938 року «Кірішіма» був призначений флагманом третьої дивізії лінкорів і перебував під командуванням контр-адмірала Тюїті Наґумо . У листопаді 1939 року корабель було переведено в запас.

### Друга світова війна
11 листопада 1941 року «Кірішіму» було направлено разом з іншими кораблями типу «Конґо» до третьої дивізії лінкорів. 26 листопада «Кірішіма» покинув затоку Хітокаппу, що на Курильських островах, в супроводі однотипного лінкора «Хіей» та шести авіаносців Першого повітряного флоту («Акаґі», «Каґа», «Хірю», «Сорю», «Шьокаку» та «Дзуйкаку»). 7 грудня 1941 року літаки з цих шести авіаносців атакували Тихоокеанський флот США на їхній базі в [[Перл-Гарбор]Перл-Гарборі]], потопивши чотири лінкори ВМС США та численну кількість інших суден. Після нападу на Перл-Гарбор та оголошення війни США «Кірішіма» повернувся до Японії.
8 січня 1942 року «Кірішіма» вирушив з Японії на військово-морську базу Трук на Каролінських островах разом із ударними силами авіаносців. Корабель забезпечував супровід авіаносців під час вторгнення в Нову Британію 17 січня, перш ніж повернутися в Трук. Корабель знову брав участь у операції, що була відповіддю на рейди американських авіаносців на Маршаллові острови. У березні 1942 року, здійснюючи підтримку операції флоту на острові Ява в голландській Ост-Індії, один з гідролітаків «Кірішіми» атакував вороже торгове судно. На південь від Яви японський флот був здивований появою есмінця «Едсолл» (USS Edsall). «Хіей» і «Чікума» спочатку відкрили вогонь по кораблю, але не змогли добитись жодного влучання. Після того, як пікіруючі бомбардувальники з трьох авіаносців адмірала Наґумо знерухомили есмінець, Кірішіма та інші два кораблі добили американський корабель.
У квітні 1942 року «Кірішіма» та Третя дивізія лінкорів приєдналися до п'яти авіаносців та двох крейсерів у рейді на британські військово-морські бази в Індійському океані. 5 квітня — у Великодню неділю — японський флот напав на гавань Коломбо на Цейлоні. В цей час гідролітаки з «Тоне» помітили два втікаючих британських крейсери, які згодом були потоплені повітряною атакою. Гідролітак з Кірішіми також обстріляв нафтовий танкер. 8 квітня японські літаки-авіаносці атакували базу Королівського флоту в Тринкомалі на Цейлоні, але вони виявили, що всі кораблі адмірала Джеймса Сомервілля, що залишилися, були виведені минулої ночі. Повертаючись після атаки, гідролітак з «Харуни» виявив авіаносець HMS Hermes та есмінець супроводу HMAS Vampire, які були швидко потоплені в результаті масивної авіаатаки. Після повернення до Японії «Кірішіму» поставили до сухого доку; в цей час на кораблі було збільшено кількість 25-мм зенітних гармат.
У червні 1942 року «Кірішіма» разом із «Харуною» у складі Ударного авіаносного з'єднання здійснювали супровід чотирьох авіаносців адмірала Наґумо в ході битви за Мідвей. Після поразки в битві, під час якої були знищені всі чотири японські авіаносці, лінкор повернувся до Японії. У серпні 1942 року корабель в супроводі «Хіея», трьох авіаносців, трьох крейсерів та одинадцяти есмінців вирушив до Соломонових Островів у відповідь на американське вторгнення на Гуадалканал. «Кірішіма» здійснював супровід японських авіаносців під час битви біля східних Соломонових островів, під час якої затонув авіаносець «Рюджьо». Після бою з'єднання повернулось на військово-морську базу Трук. Під час битви біля островів Санта-Крус «Кірішіма» входив до складу Авангардних сил контр-адмірала Хіроакі Абе, які забезпечували віддалене прикриття груп авіаносців Наґумо. 26 жовтня корабель зазнав атаки американських пікіруючих бомбардувальників, але не отримав пошкоджень.

### Гибель
10 листопада 1942 року «Кірішіма» покинув Трук разом з «Хієєм» та одинадцятьма есмінцями, готуючись обстрілювати американські позиції на Гуадалканалі перед великою висадкою японських військ. Розвідувальний літак ВМС США помітив японський флот за кілька днів до цього, тому на перехоплення японського з'днання було відправлено ескадру ВМС США, що складалася з двох важких крейсерів, трьох легких крейсерів і восьми есмінців під командуванням контр-адмірала Деніела Каллахана. О 01:24 13 листопада японські сили були виявлені на відстані у 28000 ярдів (26 км) легким крейсером USS Helena . У Першій морській битві за Гуадалканал кораблі американського з'єднання, в основнову, зосередили вогонь на лінкорі «Хіей» .  Це дозволило «Кірішімі» здіснити декілька влучань по «Гелені» та важкому крейсеру USS San Francisco, в той час як залпи «Хіея» добились виведення із строю крейсеру USS Atlanta, при цьому загинув контр-адмірал Норман Скотт.  Згодод «Хіей» та «Кірішіма» зосередили вогонь головного калібру по «Сан-Франциско», вбивши контр-адмірала Каллахана.  Одна невдовзі «Хіей» був виведений із ладу «Сан-Франциско» та кількома американськими есмінцями. Після того, як флагман з'єднаня вийшов із бою, «Кірішіма» та вцілілі есмінці відійшли на північ. Вранці 13 листопада лінкору було наказано буксирувати «Хіей» в безпечне місце.  Однак сильно пошкоджений лінкор зазнав повітряної атаки, і, зрештою, був залишений екіпажем та затоплений есмінцями.  

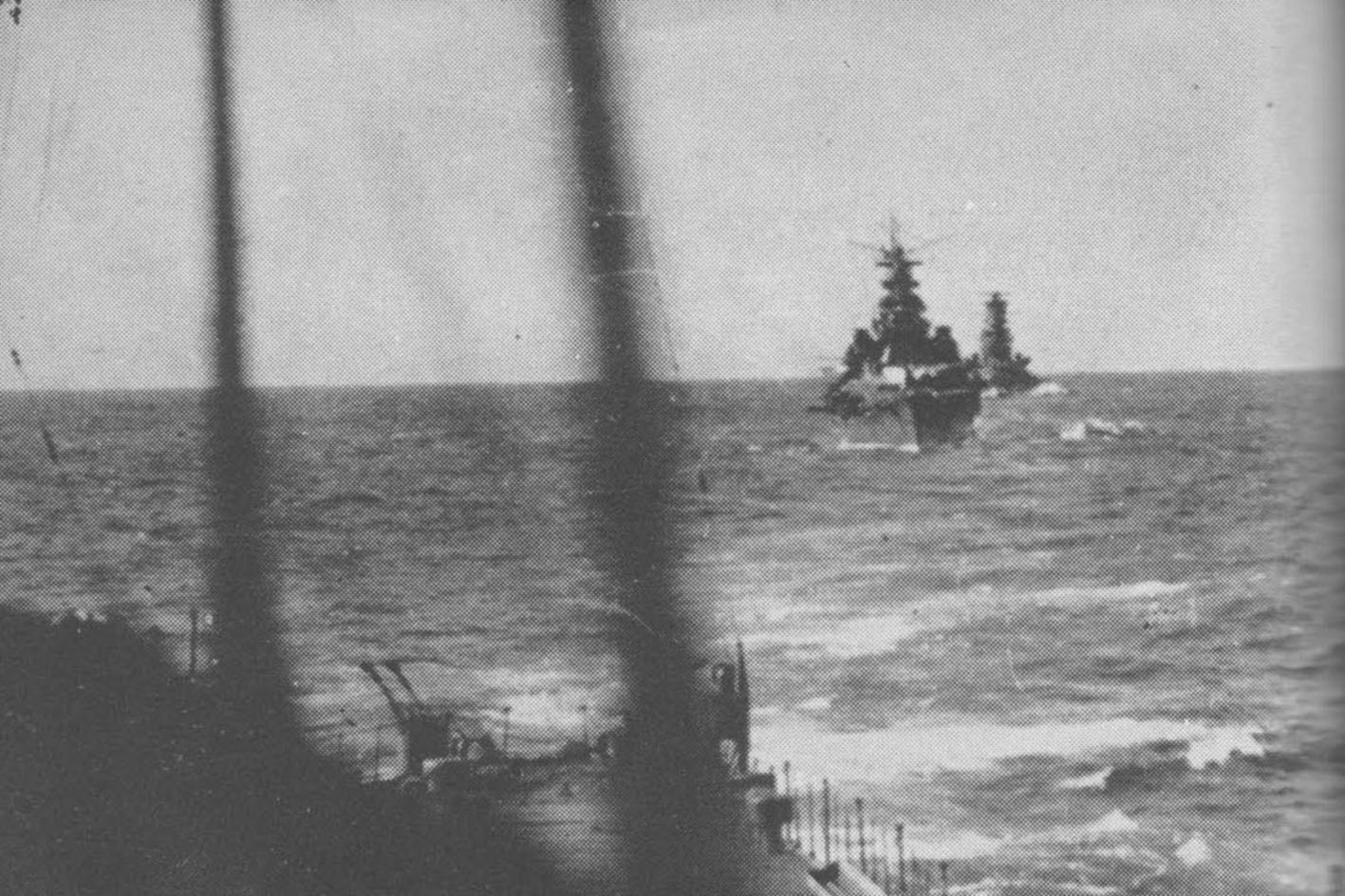
«Такао» (в центрі) та «Кірішіма» (позаду) на шляху до Гуадалканалу 14 листопада 1942 року

Увечері 13 листопада до «Кірішіми» та есмінців, що супроводжували лінкор, приєдналася четверта дивізія крейсерів під командуванням адмірала Нобутаке Кондо для повторної атаки. У ніч на 14 листопада японські важкі крейсери «Судзуя», «Мая»  і "Чьокай" обстріляли аеродом Хендерсон-Філд, і, залишившись непоміченими, наравились на об'єднання з основними силами.  Знаючи про пошкодження, завдані його кораблями минулої ночі, адмірал Вільям Голсі посилив американське з'єднання новими лінкорами USS South Dakota та USS Washington .  Два флоти зустрілись 14 листопада о 23:01. Вони обмінялися артилерійськими залпами та торпедами, при цьому чотири американські есмінці вийшли з ладу (три згодом затонули), тоді як японський есмінець «Аянамі» був потоплений «Вашингтоном» та «Саут Дакотою». 
«Кірішіма» і важкий крейсер «Атаґо» освітили «Саут Дакоту» прожекторами, і майже всі кораблі Кондо відкрили по ній вогонь.  «Кірішіма» домігся декількох влучань по «Саут Дакоті»  356-мм снарядами та вогнем допоміжної артилерії, внаслідок чого на кораблі спалахнули пожежі та була биведена з ладу система управління вогнем артилерії. О 23:40 на «Саут Дакоті» сталася серія електричних збоїв, які вивели з ладу радар, радіоприймачі та акумуляторні батареї. Втративши 39 осіб загиблими і 59 пораненими, американський лінкор вийшов із бою. 

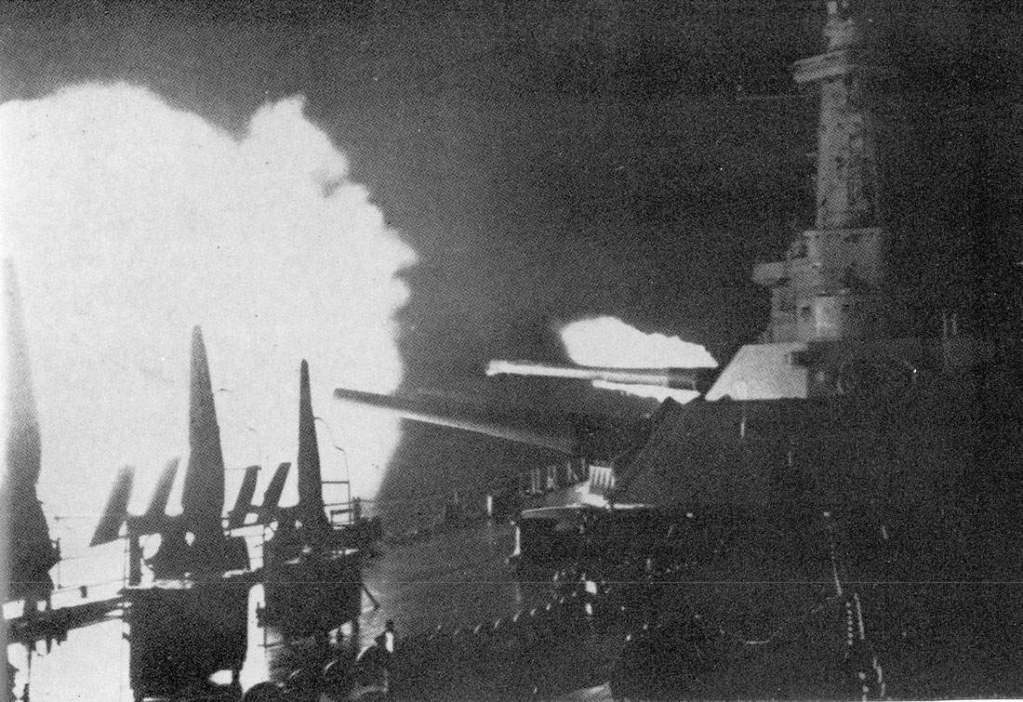
Лінкор «Вашингтон» веде вогонь по «Кірішімі»

Тим часом «Вашингтон», що залишався непоміченим, під покровом темряви підійшов на відстань в 40 кабельтових (5300 м) і о 00:05 15 листопада відкрив вогонь по «Кірішімі».    Протягом наступних семи хвили у японський лінкор влучило щонайменше дев'ять 406-мм снарядів, його стерно заклинило, корабель втратив хід і почав набирати воду. Усвідомивши перевагу супротивника, адмірал Кондо вирішив припинити операцію: о 00:30 він наказав есмінцям знати з «Кірішіми» екіпаж та відходити на північний схід. Спроб буксирувати лінкор не робилось, однак він протримався на плаву ще близько трьох годин.  О 03:25 15 листопада 1942 року «Кірішіма» перевернувся через правий борт та зник під водою.  Втрати екіпажу склали 209 чоловік. Врятовано 1025 матросів і 61 офіцер, в тому числі і командир корабля капітан 1 рангу Івабучі. Японський конвой, який прямував на Гуадалканал, був розгромлений на наступний день атаками американської авіації. «Саут Дакота» після цього бою вибув з ладу на 14 місяців, «Вашингтон» — на 1,5 місяці.

## Виявлення останків
Затонулий лінійний крейсер був виявлений в серпні 1992 року в рамках експедиції (під керівництвом океанолога і дослідника Роберта Балларда), організованої National Geographic, із виявлення та дослідження кораблів, втрачених в ході битви за Гуадалканал . Експедиція була організована в зв'язку з 50-ю річницею битви за Гуадалканал. Уламки, знайдені при обстеженні гідролокатором морського дна в районі затоплення, не були детально вивчені (до них було зроблено тільки одне занурення на глибоководному апараті). Затонулий корабель знаходиться (9°5′9″ пд. ш. 159°42′3″ сх. д. / 9.08583° пд. ш. 159.70083° сх. д.) на відстані близько 13 кілометрів на північний захід від острова Саво (Соломонове море), на глибині близько 1200 метрів і лежить на дні вгору кілем. Носова частина корпусу, приблизно до надбудови фок-щогли, повністю відсутня (виявити її не вдалося), невелика частина корми також втрачена. В районі кормової частини на дні лежить якірний ланцюг (він частково обмотаний навколо кормової частині) . Кадри з уламками затонулого лінійного крейсера Kirishima можна побачити в документальному фільмі The Lost Fleet of Guadalcanal (National Geographic, 1993 рік) .
На відстані близько 7,5 км від уламків «Кірішіми» знаходяться останки іншого однотипного з ним лінійного крейсера Хіей, що затонув днем раніше (14 листопада 1942 року) у цьому ж районі .